# Estación de Vimieiro
La Estación Ferroviaria de Vimieiro, también conocida como Estación de Vimieiro, y originalmente denominada de Estación de Venda do Duque, es una antigua estación ferroviaria de la Línea de Évora, que servía a la parroquia de Vimieiro, en el ayuntamiento de Arraiolos, en Portugal.

## Características

### Vías y plataformas
En enero de 2011, presentaba dos vías de circulación, ambas con 322 metros de longitud; contaba, igualmente, con dos plataformas, ambas con 60 metros de longitud, teniendo la primera 35 centímetros de altura, y la segunda, 50 centímetros.

## Historia

### sigloXIX
Esta plataforma se encuentra en el tramo entre las estaciones de Évora y Estremoz de la Línea de Évora, que fue inaugurado el 22 de diciembre de 1873.